# Тацуми Фуджинами
Тацуми Фуджинами (на японски: 藤波 辰巳, рингов псевдоним: 藤波 辰爾; роден на 28 декември 1953) е японски професионален кечист , известен с прякора „Дракона“. На него се приписва изобретяването на хватките драконово приспиване и драконово прихващане. Той също така е собственик и основател на промоторска организация Dradition за насърчаване и продуциране на професионалния кеч. През 2015 г., Фудзинами е въведен в Залата на славата на WWE и обявен за посланик на компанията.

## Кариера

### Японската Асоциация По Борба (1971 – 1972)
Фудзинами започва кариерата си в старата японска асоциация по борба под ръководството на Антонио Иноки още на 17-годишна възраст. Когато Иноки е уволнен от Асоциацията през 1971 г., Фудзинами и още няколко души го последват във формирането на обединението Нов Японски Професионален Кеч (New Japan Pro Wrestling).

### New Japan Pro Wrestling (1972 – 2006)
В тези ранни дни той служи като опонент за дебютиращи новодошли кечисти като на Мистър Пого, Йошиаки Фудживара и Гран Хамада до 1974 г. В края на 1970-те години, Фуджинами е изпратен в кеч-лигата на Мексико, а след това и при промоутъра Джим Крокет в САЩ. В края на 1970-те години Фуджинами достига до Световната Федерация по борба (WWWF), където си създава име, като печели титлата Младши шампион WWWF на 23 януари 1978. Завръща се в Япония, където също става Младши шампион в тежка категория. През октомври 1981 Фуджинами става първият боец, успешно спечелил в младша и старша тежка категория. На 8 май 1988 Фуджинами побеждава Големия Ван Вейдър и печели титлата на Антонио Иноки. През октомври той печели и титлата на в тежка категория на шампионата на Тихоокеанския северозапад, а завършва годината с победа в Световното първенство в тежка категория на WCWA през декември.
1989 година преминава тихо за Фудзинами. През април той пропуска да защити титлата на турнира в Япония, губейки от бъдещия победител Ван Вейдър в полуфинала. През юни, Фуджинами претърпява тежка травма на гърба срещу същия противник, което му предизвиква дискова херния. Той не искаше да си счупиш главата, докато той се върна през септември 1990 г., променя своето канджи от „辰巳“ на „辰爾“ (и двете се произнасят Тацуми). През декември 1990 г. той си възвръща титлата, но отноео я губи от Вейдър месец по-късно. Фудзинами се възстановява и отново побеждава. По-късно същата година той бие и Рик Флеър за титлата шампион в тежка категория на NWA, което го прави първият човек с титли в IWGP и NWA едновременно.
През 1993 г., Фуджинами продължава да печели турнири, побеждавайки Йошиаки Фудживара, Осаму Kидо, Кейджи Мутох и Хироши Хасе. През април 1994 г. той побеждава Шинья Хашимото, за да спечели своята пета IWGP титла, но я губи от Хашимото три седмици по-късно. През април 1998 г., Фуджинами спечели своя шести и последен IWGP турнир в тежка категория, побеждавайки Сасаки. Задържа колана за повече от четири месеца, преди да загуби титлата от Чоно. В последните години на кариерата си Фудзинами намалява своите физически натоварвания за сметка на мениджърски ангажимменти – той за кратко е президент на NJPW от 1999 до 2004 година. През 2006 г., след близо 35 години в компанията, Фуджинами напуска NJPW след конфликт с Рики Чошу.

### Dradition (от 2004 г.)
В последно време Фуджинами и Нишимура се концентрират върху чистия кеч със събития и състезания като първия „Муга свят“. След напускането на Нисимура Фуджинами създава промоутърската компания Dradition. На 18 август 2012 Фуджинами печели първата си титла от единадесет години на турнир по случай 15-ото юбилейно състезание в Нипон Будокан. Фуджинами остава активен конкурент дори на възраст 60 години и едва показва признаци на остаряване.
На 19 март 2015 той е въведен в Залата на славата на WWE, което е отбелязано и в церемония на 28 март в Сан Хосе, Калифорния. На 12 юли Фуджинами е обявен за „легенда на WWE“ и неин посланик не само по японските въпроси.

## Личен живот
Фудзинами женен за жена на име Каори. Синът им Леон направи своя професионален дебют в кеча за Dradition на 19 ноември 2013 година и получава възможност за WWE-проби през юли 2015 година.

## В борбата
- Завършващи движения
  - Dragon Backbreaker (Belly-to-back suplex backbreaker)[1][2]
  - Dragon sleeper[1][2]
  - Dragon suplex[1][2]

- Запазени марки
  - Cobra Twist[2]
  - Backslide[2]
  - Bridging belly to back suplex[2]
  - Bridging German suplex[2]
  - Diving crossbody[2]
  - Diving knee drop[2]
  - Double underhook DDT
  - Dragon Rocket (Suicide dive)[2]
  - Dragon screw[2]
  - Enzuigiri
  - Figure-four leglock[1][2]
  - Front dropkick[2]
  - Gory special
  - Gutwrench suplex[2]
  - Japanese Leg Roll Clutch[2]
  - Running sitout powerbomb
  - Sharpshooter

- Прякори
  - „Honoo no Hiryū“
  - „The Dragon“
- Музикални съпроводи
  - „Blue Eyed Soul“ на Карл Дъглас (1974 – 1977)
  - „Star Wars Theme“ (1977 – 1978)
  - „Dragon Suplex“ 1978 – 1985, 1987 – 1988, след 1998)
  - „Macho Dragon“ (1985 – 1987)
  - „Rock Me Dragon“ на Нагоя Матсуока (1987)
  - „Rising“ на Осаму Сузуки (1988 – 1989)
  - „Rising – Epilogue“ на Осаму Сузуки (след 1990)
  - „Super Dragon“ (1997 – 1998)